# Raymond VII van Toulouse
Raymond VII van Toulouse (Beaucaire, juli 1197 - Toulouse, 27 september 1249) was van 1222 tot aan zijn dood graaf van Toulouse, hertog van Narbonne en markgraaf van Provence. De domeinen van Raymond VII lagen formeel in het koninkrijk Frankrijk, behalve het markgraafschap of markizaat Provence, dat deel was van het Heilige Roomse Rijk.
Hij behoorde tot het huis Rouergue. 

## Levensloop
Raymond VII werd geboren in het kasteel van Beaucaire als zoon van graaf Raymond VI van Toulouse en Johanna van Engeland, dochter van koning Hendrik II van Engeland. 
Als politieke beschermheer van de Katharen raakte zijn vader betrokken bij de Albigenzische Kruistochten. Toen zijn vader zijn gebieden vrijwel geheel verloren was, vertrok Raymond VII in 1216 vanuit Marseille naar Beaucaire om de stad te belegeren. Op 24 augustus 1216 werd hij gevangengenomen. Na zijn vrijlating streed Raymond VII in zijn poging om het graafschap Toulouse te heroveren tegen Simon van Montfort, graaf van Leicester, en diens zoon Amalrik VI van Montfort. 
Toen hij in 1222 zijn vader opvolgde als graaf van Toulouse, belegerde Raymond VII samen met graaf Rogier Bernard II van Foix de stad Carcassonne. Nadat hij erin was geslaagd om zijn graafschap volledig te heroveren, gaven de kruisvaarders zich op 14 september 1224 over en sloot elke heerser in de Languedoc vrede met de Katholieke Kerk. In 1225 werd Raymond  tijdens het Concilie van Bourges echter geëxcommuniceerd, waarna koning Lodewijk VIII van Frankrijk een nieuwe Albigenzische kruistocht lanceerde om zijn koninklijke rechten in de Languedoc te versterken. Rogier Bernard van Foix probeerde de vrede te bewaren, maar Lodewijk VIII negeerde diens bemiddelingspogingen en de graven van Toulouse en Foix namen opnieuw de wapens op.
De nieuwe oorlog werd een reeks onderbroken schermutselingen en uiteindelijk werd Raymond VII in januari 1229 verslagen. Vervolgens werd hij gedwongen om het Verdrag van Meaux te ondertekenen. Raymond VII moest hierbij zijn gebieden in de Languedoc afstaan aan de Franse kroon, zijn dochter en erfopvolgster Johanna uithuwelijken aan Alfons van Poitiers, de broer van koning Lodewijk IX van Frankrijk. Raymond VII moest in Parijs zijn ketterse ideeën afzweren, alsook een schadevergoeding betalen aan de Katholieke Kerk en de Katharen opsporen en uitleveren aan de Inquisitie. Wat Raymonds gebieden in het Heilige Roomse Rijk betrof, het markgraafschap Provence, hierover had de Franse koning geen formele zeggenschap. Koning Lodewijk IX beloofde dit gebied weliswaar aan de paus, doch keizer Frederik II besliste er anders over. Frederik II beleende Raymond VII officieel met het markgraafschap Provence in 1235, in weerwil van het Verdrag van Meaux.
In 1242 kwam Raymond VII opnieuw in opstand tegen de Franse kroon door toe te treden door een anti-Franse coalitie geleid door koning Hendrik III van Engeland, koning Jacobus I van Aragón, koning Theobald I van Navarra en koning Ferdinand III van Castilië. Nadat het Engelse leger in de Oorlog van Saintonge werd verslagen, viel het verbond uit elkaar en gaf Raymond zich in januari 1243 opnieuw over aan de Franse kroon.
Raymond VII stierf in 1249, waarna hij werd bijgezet in de Abdij van Fontevraud. Zijn dochter Johanna en zijn schoonzoon Alfons van Poitiers volgden hem op als graaf van Toulouse, waardoor het graafschap in feite geannexeerd werd door de Franse kroon.

## Huwelijken en nakomelingen
In maart 1211 huwde hij met Sancha (1186 - na 1241), dochter van koning Alfons II van Aragón. Ze kregen een dochter:
- Johanna (1220-1271), huwde in 1237 met graaf Alfons van Poitiers

In 1241 liet Raymond VII zich van zijn echtgenote scheiden. Hij was vervolgens verloofd met Sancha van Provence (1226-1261), dochter van graaf Raymond Berengarius V van Provence, maar zij huwde uiteindelijk met graaf Richard van Cornwall. In 1243 huwde Raymond VII met Margaretha (1226/1228-1288), dochter van heer Hugo X van Lusignan. Omdat het huwelijk kinderloos bleef, kreeg hij in 1245 de toestemming van het Eerste Concilie van Lyon om van haar te scheiden. 
Vervolgens probeerde hij de steun te krijgen van Blanca van Castilië, moeder van koning Lodewijk IX van Frankrijk, om te huwen met gravin Beatrix van Provence (1229-1267), maar zij huwde uiteindelijk met Karel I van Anjou, een broer van Lodewijk IX. 

## Voorouders
| Voorouders van Raymond VII van Toulouse (1197-1249) | Voorouders van Raymond VII van Toulouse (1197-1249)                    | Voorouders van Raymond VII van Toulouse (1197-1249)                    | Voorouders van Raymond VII van Toulouse (1197-1249)                             | Voorouders van Raymond VII van Toulouse (1197-1249)                             | Voorouders van Raymond VII van Toulouse (1197-1249)                           | Voorouders van Raymond VII van Toulouse (1197-1249)                           | Voorouders van Raymond VII van Toulouse (1197-1249)                           | Voorouders van Raymond VII van Toulouse (1197-1249)                           |
| --------------------------------------------------- | ---------------------------------------------------------------------- | ---------------------------------------------------------------------- | ------------------------------------------------------------------------------- | ------------------------------------------------------------------------------- | ----------------------------------------------------------------------------- | ----------------------------------------------------------------------------- | ----------------------------------------------------------------------------- | ----------------------------------------------------------------------------- |
| Overgrootouders                                     | Alfons Jordaan van Toulouse (1103-1148) ∞ Faydiva van Uzés (1058-1094) | Alfons Jordaan van Toulouse (1103-1148) ∞ Faydiva van Uzés (1058-1094) | Lodewijk VI van Frankrijk (1081-1137) ∞ 1115 Adelheid van Maurienne (1092-1154) | Lodewijk VI van Frankrijk (1081-1137) ∞ 1115 Adelheid van Maurienne (1092-1154) | Godfried V van Anjou (1113–1152) ∞ 1128 Mathilde van Engeland (1102-1162)     | Godfried V van Anjou (1113–1152) ∞ 1128 Mathilde van Engeland (1102-1162)     | Willem X van Aquitanië (1099-1137) ∞ Aénor van Châtellerault (1103 - 1136)    | Willem X van Aquitanië (1099-1137) ∞ Aénor van Châtellerault (1103 - 1136)    |
| Grootouders                                         | Raymond V van Toulouse (1134-1194) ∞ 1115 Constance Capet (1125-1176)  | Raymond V van Toulouse (1134-1194) ∞ 1115 Constance Capet (1125-1176)  | Raymond V van Toulouse (1134-1194) ∞ 1115 Constance Capet (1125-1176)           | Raymond V van Toulouse (1134-1194) ∞ 1115 Constance Capet (1125-1176)           | Hendrik II van Engeland (1133-1189) ∞ 1152 Eleonora van Aquitanië (1122-1204) | Hendrik II van Engeland (1133-1189) ∞ 1152 Eleonora van Aquitanië (1122-1204) | Hendrik II van Engeland (1133-1189) ∞ 1152 Eleonora van Aquitanië (1122-1204) | Hendrik II van Engeland (1133-1189) ∞ 1152 Eleonora van Aquitanië (1122-1204) |
| Ouders                                              | Raymond VI van Toulouse (1156-1222) ∞ Johanna Plantagenet (1165-1199)  | Raymond VI van Toulouse (1156-1222) ∞ Johanna Plantagenet (1165-1199)  | Raymond VI van Toulouse (1156-1222) ∞ Johanna Plantagenet (1165-1199)           | Raymond VI van Toulouse (1156-1222) ∞ Johanna Plantagenet (1165-1199)           | Raymond VI van Toulouse (1156-1222) ∞ Johanna Plantagenet (1165-1199)         | Raymond VI van Toulouse (1156-1222) ∞ Johanna Plantagenet (1165-1199)         | Raymond VI van Toulouse (1156-1222) ∞ Johanna Plantagenet (1165-1199)         | Raymond VI van Toulouse (1156-1222) ∞ Johanna Plantagenet (1165-1199)         |